# Brachypogon optimus
Brachypogon optimus är en tvåvingeart som beskrevs av Saha och Dasgupta 2006. Brachypogon optimus ingår i släktet Brachypogon och familjen svidknott. Inga underarter finns listade i Catalogue of Life.